# Säsong 6 av Teenage Mutant Ninja Turtles (2003)
Säsong 6 av Teenage Mutant Ninja Turtles (2003) kallas också Fast Forward, och är seriens sjätte säsong. Den utspelar sig år 2105, sedan sköldpaddorna rest i tiden och hamnat i framtiden. Jämfört med tidigare säsonger är tonen något mer lättsam, och våldet nedtonat.

## Lista över avsnitt
| Nr |  | Titel                           |  | Regissör    | Manus           |  |  | Originalvisning   |  | TV-kod |  |  |
| --- |  | ------------------------------- |  | ----------- | --------------- |  |  | ----------------- |  | ------ |  |  |
| 118 |  | "Future Shellshock!"            |  | Roy Burdine | Marty Isenberg  |  |  | 29 juli 2006      |  |        |  |  |
| Sköldpaddorna och Splinter transporteras framåt i tiden, till år 2105, med hjälp av en tidsmaskin skapad av Cody Jones. |  |                                 |  |             |                 |  |  |                   |  |        |  |  |
| 119 |  | "Obsolete"                      |  | Roy Burdine | Adam Beechen    |  |  | 5 augusti 2006    |  |        |  |  |
| När sköldpaddorna och Cody Jones ger sig av för att fixa tidsmaskinen så att sköldpaddorna och Splinter kan återvända hem stöter de på Darius Dunn. |  |                                 |  |             |                 |  |  |                   |  |        |  |  |
| 120 |  | "Home Invasion"                 |  | Roy Burdine | Rich Fogel      |  |  | 12 augusti 2006   |  |        |  |  |
| Ett datavirus tar över Cody Jones hem, och fångar sköldpaddorna i den dojo Cody Jones byggt åt dem. |  |                                 |  |             |                 |  |  |                   |  |        |  |  |
| 121 |  | "Headlock Prime"                |  | Roy Burdine | Steven Melching |  |  | 30 september 2006 |  |        |  |  |
| Raphael beger sig för att bevittna en professionell fribrottningsturnering. Dock visar sig 2100-talets professionella fribrottning mer handla om kroppsspråk en fysisk strid. Snart dyker dock den avstängde deltagaren Triple Threat upp, och Raphael måste stoppa honom.             |  |                                 |  |             |                 |  |  |                   |  |        |  |  |
| 122 |  | "Playtime's Over"               |  | Roy Burdine | Julia Lewald    |  |  | 7 oktober 2006    |  |        |  |  |
| Jammerhead and the Street Phantoms rånar fordonen som skall leverera TV-spelet "Helix 2". |  |                                 |  |             |                 |  |  |                   |  |        |  |  |
| 123 |  | "Bishop to Knight"              |  | Roy Burdine | Steve Murphy    |  |  | 14 oktober 2006   |  |        |  |  |
| I framtiden stöter sköldpaddorna på Agent Bishop, som nu är ordförande för pangalaktiska rådet. |  |                                 |  |             |                 |  |  |                   |  |        |  |  |
| 124 |  | "Night of Sh’Okanabo!"          |  | Roy Burdine | Michael Ryan    |  |  | 21 oktober 2006   |  |        |  |  |
| Michelangelo och Cody Jones går ut för att se en skräckfilm, då de stöter på Sh'okanabo. |  |                                 |  |             |                 |  |  |                   |  |        |  |  |
| 125 |  | "Clash of the Turtle Titans"    |  | Roy Burdine | Marty Isenberg  |  |  | 28 oktober 2006   |  |        |  |  |
| Michelangelo upptäcker att någon annan också gör anspråk på att vara Turtle Titan. |  |                                 |  |             |                 |  |  |                   |  |        |  |  |
| 126 |  | "Fly Me to the Moon"            |  | Roy Burdine | Rich Fogel      |  |  | 4 november 2006   |  |        |  |  |
| Sköldpaddorna beger sig till Månen för att hitta en ovanlig legering. Vid framkomsten visar det sig att Darius Dun skickat Inuwashi Gunjin, som han nu kontrollerar, efter sköldpaddorna för att se till att de inte återvänder till Jorden levande. Titelreferens: Fly Me to the Moon |  |                                 |  |             |                 |  |  |                   |  |        |  |  |
| 127 |  | "Invasion of the Bodyjacker"    |  | Roy Burdine | Roger Slifer    |  |  | 11 november 2006  |  |        |  |  |
| Jammerhead övertar Darius Duns kropp. |  |                                 |  |             |                 |  |  |                   |  |        |  |  |
| 128 |  | "The Freaks Come Out at Night"  |  | Roy Burdine | Marty Isenberg  |  |  | 25 november 2006  |  |        |  |  |
| Sh’Okanabo förvandlar Michelangelo till ett mutantmonster, och börjar snart även försöka förvandla vanlia människor till monster. |  |                                 |  |             |                 |  |  |                   |  |        |  |  |
| 129 |  | "Bad Blood"                     |  | Roy Burdine | Roland Gonzalez |  |  | 2 december 2006   |  |        |  |  |
| Sh'Okanabo ger Darius Dun så kallade "Kanabokloner" av sköldpaddorna. |  |                                 |  |             |                 |  |  |                   |  |        |  |  |
| 130 |  | "The Journal"                   |  | Roy Burdine | Steve Murphy    |  |  | 9 december 2006   |  |        |  |  |
| Sköldpaddorna hittar en dagbok skriven av April O'Neil och Casey Jones. |  |                                 |  |             |                 |  |  |                   |  |        |  |  |
| 131 |  | "The Gaminator"                 |  | Roy Burdine | Wendell Morris  |  |  | 16 december 2006  |  |        |  |  |
| Sköldpaddorna sugs in i ett virtual reality-TV-spel. Snart visar sig allt vara en fälla grillad av Viral, som söker hämnd på sköldpaddorna. |  |                                 |  |             |                 |  |  |                   |  |        |  |  |
| 132 |  | "Graduation Day: Class of 2105" |  | Roy Burdine | Julia Lewald    |  |  | 24 mars 2007      |  |        |  |  |
| Michelangelo har spelat för mycket TV-spel, och måste fortsätta med sin ninjaträning. |  |                                 |  |             |                 |  |  |                   |  |        |  |  |
| 133 |  | "Timing is Everything"          |  | Roy Burdine | Joe Kelly       |  |  | 31 mars 2007      |  |        |  |  |
| Darius Dun och Sh'Okanabo allierar sig. Sh'Okanabo startar Cody Jones tidsmaskin, och snart uppstår kaos i New New York City när diverse tidsportar öppnas. Titelreferens: Timing is Everything                                                                                        |  |                                 |  |             |                 |  |  |                   |  |        |  |  |
| 134 |  | "Enter the Jammerhead"          |  | Roy Burdine | Julia Lewald    |  |  | 7 april 2007      |  |        |  |  |
| Jammerhead rymmer ur fängelset. |  |                                 |  |             |                 |  |  |                   |  |        |  |  |
| 135 |  | "The Milk Run"                  |  | Roy Burdine | Steven Melching |  |  | 14 april 2007     |  |        |  |  |
| Torbin Zixx och sköldpaddorna smugglar ett rymdskepp förbi rymdgangsters ur triceratonerna. Triceratonerna är ute efter Torbin Zixx. |  |                                 |  |             |                 |  |  |                   |  |        |  |  |
| 136 |  | "The Fall of Darius Dun"        |  | Roy Burdine | Rich Fogel      |  |  | 21 april 2007     |  |        |  |  |
| När Cody Jones upptäcker Darius Dunn vapentillverkningsprogram, använder sig Cody Jones av Turtle X-rustningen för att stoppa Darius Dunn. |  |                                 |  |             |                 |  |  |                   |  |        |  |  |
| 137 |  | "Turtle X-tinction"             |  | Roy Burdine | Marty Isenberg  |  |  | 28 april 2007     |  |        |  |  |
| Serling och sköldpaddorna förbereder Cody Joens födelsedagsfest, då Darius Dun genom ett datavirus tar kontroll över Cody Joens Turtle X-rustning. |  |                                 |  |             |                 |  |  |                   |  |        |  |  |
| 138 |  | "Race for Glory!"               |  | Roy Burdine | Larry Hama      |  |  | 8 september 2007  |  |        |  |  |
| Under ett futuristiskt lopp med svävande fordon dyker Triple Threat upp och stjäl fordonen. |  |                                 |  |             |                 |  |  |                   |  |        |  |  |
| 139 |  | "Head of State"                 |  | Roy Burdine | John Drdek      |  |  | 15 september 2007 |  |        |  |  |
| President Bishop angrips av mystiska underjordiska monster och ber sköldpaddorna om hjälp. Titelreferens: Head of State |  |                                 |  |             |                 |  |  |                   |  |        |  |  |
| 140 |  | "DNA is Thicker Than Water"     |  | Roy Burdine | Roland Gonzalez |  |  | 6 oktober 2007    |  |        |  |  |
| Darius Dun skickar återigen Dark Turtles efter sköldpaddorna. |  |                                 |  |             |                 |  |  |                   |  |        |  |  |
| 141 |  | "The Cosmic Completist"         |  | Roy Burdine | James Felder    |  |  | 13 oktober 2007   |  |        |  |  |
| Ledaren för Inawashi Gunjin ber sköldpaddorna om hjälp for att stoppa utomjordingen Aramzedo, en samlare som nu är ute efter sköldpaddorna. |  |                                 |  |             |                 |  |  |                   |  |        |  |  |
| 142 |  | "The Day of Awakening"          |  | Roy Burdine | Steve Murphy    |  |  | 20 oktober 2007   |  |        |  |  |
| President Bishop ber gårigen sköldpaddorna om hjälp, sedan Moonbase Bishop övertagits av Sh’Okanabo, och Jorden försatts i stor fara. |  |                                 |  |             |                 |  |  |                   |  |        |  |  |
| 143 |  | "Zixxth Sense"                  |  | Roy Burdine | Rich Fogel      |  |  | 27 oktober 2007   |  |        |  |  |
| Torbin Zixx ber sköldpaddorna om hjälp för att återta en materiatransportör, som han tvingades ge den triceratonske rymdgangsterbossen Zukko. Titelreferens: Sixth Sense |  |                                 |  |             |                 |  |  |                   |  |        |  |  |

### Fotnoter
1. ↑  "Master Splinter" (17 mars 2012). ”4 Kids Season 6 – Episode 118 (Future Shellshock!)” (på engelska). Mutant Ooze. http://mutantooze.org/wiki/4kids-season-6-episode-118-future-shellshock/. Läst 17 december 2015.
2. ↑  "Master Splinter" (17 mars 2012). ”4 Kids Season 6 – Episode 119 (Obsolete)” (på engelska). Mutant Ooze. http://mutantooze.org/wiki/4kids-season-6-episode-119-obsolete/. Läst 17 december 2015.
3. ↑  "Master Splinter" (17 mars 2012). ”4 Kids Season 6 – Episode 120 (Home Invasion)” (på engelska). Mutant Ooze. http://mutantooze.org/wiki/4kids-season-6-episode-120-home-invasion/. Läst 17 december 2015.
4. ↑  "Master Splinter" (17 mars 2012). ”4 Kids Season 6 – Episode 121 (Headlock Prime)” (på engelska). Mutant Ooze. http://mutantooze.org/wiki/4kids-season-6-episode-121-headlock-prime/. Läst 17 december 2015.
5. ↑  "Master Splinter" (17 mars 2012). ”4 Kids Season 6 – Episode 122 (Playtime's Over)” (på engelska). Mutant Ooze. http://mutantooze.org/wiki/4kids-season-6-episode-123-bishop-to-knight/. Läst 17 december 2015.
6. ↑  "Master Splinter" (17 mars 2012). ”4 Kids Season 6 – Episode 123 (Bishop to Knight)” (på engelska). Mutant Ooze. http://mutantooze.org/wiki/4kids-season-6-episode-122-playtimes-over/. Läst 17 december 2015.
7. ↑  "Master Splinter" (17 mars 2012). ”4 Kids Season 6 – Episode 124 (Night of Sh’Okanabo!)” (på engelska). Mutant Ooze. http://mutantooze.org/wiki/4kids-season-6-episode-124-night-of-shokanabo/. Läst 17 december 2015.
8. ↑  "Master Splinter" (17 mars 2012). ”4 Kids Season 6 – Episode 125 (Clash of the Turtle Titans)” (på engelska). Mutant Ooze. http://mutantooze.org/wiki/4kids-season-6-episode-125-clash-of-the-turtle-titans/. Läst 17 december 2015.
9. ↑  "Master Splinter" (17 mars 2012). ”4 Kids Season 6 – Episode 126 (Fly Me to the Moon)” (på engelska). Mutant Ooze. http://mutantooze.org/wiki/4kids-season-6-episode-126-fly-me-to-the-moon/. Läst 17 december 2015.
10. ↑  "Master Splinter" (17 mars 2012). ”4 Kids Season 6 – Episode 127 (Invasion of the Bodyjacker)” (på engelska). Mutant Ooze. http://mutantooze.org/wiki/4kids-season-6-episode-127-invasion-of-the-bodyjacker/. Läst 17 december 2015.
11. ↑  "Master Splinter" (17 mars 2012). ”4 Kids Season 6 – Episode 128 (The Freaks Come Out at Night)” (på engelska). Mutant Ooze. http://mutantooze.org/wiki/4kids-season-6-episode-128-the-freaks-come-out-at-night/. Läst 17 december 2015.
12. ↑  "Master Splinter" (17 mars 2012). ”4 Kids Season 6 – Episode 129 (Bad Blood)” (på engelska). Mutant Ooze. http://mutantooze.org/wiki/4kids-season-6-episode-129-bad-blood/. Läst 17 december 2015.
13. ↑  "Master Splinter" (17 mars 2012). ”4 Kids Season 6 – Episode 130 (The Journal)” (på engelska). Mutant Ooze. http://mutantooze.org/wiki/4kids-season-6-episode-130-the-journal/. Läst 17 december 2015.
14. ↑  "Master Splinter" (17 mars 2012). ”4 Kids Season 6 – Episode 131 (The Gaminator)” (på engelska). Mutant Ooze. http://mutantooze.org/wiki/4kids-season-6-episode-131-the-gaminator/. Läst 17 december 2015.
15. ↑  "Master Splinter" (17 mars 2012). ”4 Kids Season 6 – Episode 132 (Graduation Day: Class of 2105)” (på engelska). Mutant Ooze. http://mutantooze.org/wiki/4kids-season-6-episode-132-graduation-day-class-of-2105/. Läst 17 december 2015.
16. ↑  "Master Splinter" (17 mars 2012). ”4 Kids Season 6 – Episode 133 (Timing is Everything)” (på engelska). Mutant Ooze. http://mutantooze.org/wiki/4kids-season-6-episode-133-timing-is-everything/. Läst 17 december 2015.
17. ↑  "Master Splinter" (17 mars 2012). ”4 Kids Season 6 – Episode 134 (Enter the Jammerhead)” (på engelska). Mutant Ooze. http://mutantooze.org/wiki/4kids-season-6-episode-134-enter-the-jammerhead/. Läst 17 december 2015.
18. ↑  "Master Splinter" (17 mars 2012). ”4 Kids Season 6 – Episode 135 (The Milk Run)” (på engelska). Mutant Ooze. http://mutantooze.org/wiki/4kids-season-6-episode-135-the-milk-run/. Läst 17 december 2015.
19. ↑  "Master Splinter" (17 mars 2012). ”4 Kids Season 6 – Episode 136 (The Fall of Darius Dun)” (på engelska). Mutant Ooze. http://mutantooze.org/wiki/4kids-season-6-episode-136-the-fall-of-darius-dun/. Läst 17 december 2015.
20. ↑  "Master Splinter" (17 mars 2012). ”4 Kids Season 6 – Episode 137 (Turtle X-tinction)” (på engelska). Mutant Ooze. http://mutantooze.org/wiki/4kids-season-6-episode-137-turtle-x-tinction/. Läst 17 december 2015.
21. ↑  "Master Splinter" (17 mars 2012). ”4 Kids Season 6 – Episode 138 (Race for Glory!)” (på engelska). Mutant Ooze. http://mutantooze.org/wiki/4kids-season-6-episode-138-race-for-glory/. Läst 17 december 2015.
22. ↑  "Master Splinter" (17 mars 2012). ”4 Kids Season 6 – Episode 139 (Head of State)” (på engelska). Mutant Ooze. http://mutantooze.org/wiki/4kids-season-6-episode-139-head-of-state/. Läst 17 december 2015.
23. ↑  "Master Splinter" (17 mars 2012). ”4 Kids Season 6 – Episode 140 (DNA is Thicker Than Water)” (på engelska). Mutant Ooze. http://mutantooze.org/wiki/4kids-season-6-episode-140-dna-is-thicker-than-water/. Läst 17 december 2015.
24. ↑  "Master Splinter" (17 mars 2012). ”4 Kids Season 6 – Episode 141 (The Cosmic Completist)” (på engelska). Mutant Ooze. http://mutantooze.org/wiki/4kids-season-6-episode-141-the-cosmic-completist/. Läst 17 december 2015.
25. ↑  "Master Splinter" (17 mars 2012). ”4 Kids Season 6 – Episode 142 (The Day of Awakening)” (på engelska). Mutant Ooze. http://mutantooze.org/wiki/4kids-season-6-episode-142-the-day-of-awakening/. Läst 17 december 2015.
26. ↑  "Master Splinter" (17 mars 2012). ”4 Kids Season 6 – Episode 143 (Zixxth Sense)” (på engelska). Mutant Ooze. http://mutantooze.org/wiki/4kids-season-6-episode-143-zixxth-sense/. Läst 17 december 2015.